# Xippe ycuic, totec. Yoallavama
Xippe ycuic, totec. Yoallavama (significa en nàhuatl: Nostre senyor l'escorxat (el bevedor de nit). Sa cançó) és un himne dedicat a Xipe-Totec. Ha sigut traduït diverses vegades a l'anglès. Es cantava al temple de Yopico durant el festival Tlacaxipehualiztli. Ha sigut preservat a un manuscrit de la dècada del 1580, en un llenguatge obscur que requerí d'una glossa en nàhuatl del segle xvi per a ser interpretat.
La traducció feta per Daniel Briton a Rigvedus Americanus és considerada de mala qualitat mentre que les fetes per Eduard Seler i Angel M. Garibay K. no. La de Seler tenia un interès etnogràfic i la d'Angel M. Garibay literari. Les traduccions, a diferència d'altres, no han tingut desacords.

## Anàlisi de l'himne
En quant al títol hi ha l'epítet sagrat "bevedor de nit" perquè fa referència a que pren una beguda de caràcter semi-diví (anomenat pulque o específicament octli). No és clar per què l'epítet especifica "per la nit".
La lletra de l'himne relaciona a Xipe-Totec amb l'aigua, la dacsa i l'agricultura. Les figures retòriques que apareixen al poema, la lletra, no són invencions de l'autor de l'himne sinó figures retòriques ja utilitzades de manera normal i normalitzada.
A la primera estrofa s'invoca al déu. Barlow ho interpreta com que el déu es mostra refractari i cal insistir-hi per invocar-lo. El temor a que no es pose el vestit d'or és genuí perquè creien que el vestit portava la pluja. Aquest vestit cerimonial era de pell humana pintada de groc.
La segona estrofa contesta la primera afirmant que la pluja ha arribat sent estiu. S'utilitza al quetzal, un pardal, com a metàfora de la verdor vegetal, alhora símbol de l'estiu perquè suposa la vinguda de l'estiu. La frase "La Serp de Foc s'ha convertit en una serp quetzal" significa que la fam prolongada per la sequera (la serp solar ígnia) és evitada per la pluja al convertir la serp-fam en serp emplomada-vegetació plena de verdor. I el fet d'estar expressada en passat vol dir que és un desig de qui pronúncia l'himne.
La tercera estrofa fa pensar que l'himne és un diàleg, ja que la tercera estrofa és un discurs des del punt de vista d'una planta de dacsa. El llenguatge és més literal que a les altres estrofes. La planta de dacsa diu: "El meu cor és jade", significa el meu cor és quelcom valuós, "Però jo veuré or allí" on per a referir-se a l'or (metàfora per a referir-se a la panotxa) diu "excrement dels déus" i "El cap de guerra ha nascut" fa referència indirecta a Xipe-Totec referint-se mitjançant el nom que s'utilitzava per referir-se a la dacsa ("Cinteotl", que significa "dacsa sagrada", i és el nom d'un déu que no està clara la relació amb Xipe-Totec).
L'última estrofa parla del fet que part del cultiu ha arribat a la maduresa, segons la glossa del manuscrit, i de com els llauradors porten els primers fruits a Xipe-Totec, referint-se a la muntanya com al lloc on viu ell.
El poema indica l'ansiosa dependència que tenien els asteques en un sol tipus de cultiu.